# Onça de Pitangui
Onça de Pitangui là một đô thị thuộc bang Minas Gerais, Brasil. Đô thị này có diện tích 247,052 km², dân số năm 2007 là 3019 người, mật độ 12 người/km².